# Sara Ricci
Sara Ricci (Roma, 27 novembre 1968) è un'attrice italiana.

## Biografia
Dai 14 ai 21 anni studia danza, poi recitazione presso la scuola teatrale La scaletta. Inoltre partecipa a diversi stage, tra cui quelli di Peter Brook e del Living Theatre.
Comincia a recitare in spettacoli teatrali d'avanguardia come Le notti bianche (1990/91) e L'uomo che scopre la verità (1992/93), per la regia di Jean Paul Denizon, e successivamente anche in testi classici come la tragedia di Euripide Le troiane, rappresentata nel 1993 al Teatro Nuovo di Roma.
Tra i suoi lavori sul grande schermo: Al di là delle nuvole (1995), diretto da Michelangelo Antonioni e Wim Wenders, Cosa c'entra con l'amore di Marco Speroni e Fratelli coltelli di Maurizio Ponzi, entrambi del 1997.
Nel 2003 posa senza veli per il calendario del mensile Maxim insieme al fidanzato dell'epoca Beppe Convertini.
Raggiunge la popolarità grazie alla soap opera di Canale 5, Vivere, dove è protagonista con il ruolo di Adriana Gherardi, interpretato dal 1999 al 2002 e poi dal 2004 al 2007.

## Filmografia

### Cinema
- La villa del venerdì, regia di Mauro Bolognini (1991)
- Al di là delle nuvole, regia di Michelangelo Antonioni e Wim Wenders (1995)
- Fratelli coltelli, regia di Maurizio Ponzi (1997)
- Cosa c'entra con l'amore, regia di Marco Speroni (1997)
- Asino chi legge, regia di Pietro Reggiani - Cortometraggio (1997)
- Cara, ti amo..., regia di Gian Paolo Vallati (2011)
- Il leone di vetro, regia di Salvatore Chiosi (2014)
- L'angelo di Ferramonti, regia di Pier Luigi Sposato (2019)
- Weekend, regia di Riccardo Grandi (2020)
- La santa piccola, regia di Silvia Brunelli (2021)
- E buonanotte - Storia del ragazzo senza sonno, regia di Massimo Cappelli (2022)

### Televisione
- Un posto al sole – serial TV (1996-2022)
- Il nostro piccolo angelo, regia di Andrea e Antonio Frazzi – film TV (1997)
- Deserto di fuoco – miniserie TV (1997)
- Sotto la luna, regia di Franco Bernini – film TV (1998)
- Vivere – serial TV (1999-2007)
- Il maresciallo Rocca – serie TV, episodio 4x04 (2003)
- Don Matteo – serie TV, episodi 6x22-9x06 (2008-2014)
- Provaci ancora prof! – serie TV, episodio 3x04 (2008)
- Mia and Me – serie TV, episodi 2x01-2x05 (2015)
- Alex & Co. – serie TV, episodio 1x13 (2015)
- Sotto copertura - La cattura di Iovine – serie TV, episodi 1x01-2x01 (2015-2017)
- Il paradiso delle signore – serial TV, 13 puntate (2018-2019)

## Programmi televisivi
- Grande Fratello (Canale 5, 2023) - concorrente

## Riconoscimenti
- Telegatto – Soap opera – Vivere (2000-01-02)
- Telegrolla – Premio per il cinema e la fiction italiana – Premio speciale – Soap opera – Vivere (2001)
- Premio Simpatia – Comune di Roma (2002)